# Віктор Антонеску
Віктор Антонеску (рум. Victor Antonescu; *3 вересня 1871, Телеорман — †22 серпня 1947, Бухарест) — румунський міністр юстиції (2 жовтня 1934 — 1 лютого 1935); міністр фінансів (1 лютого 1935 — 28 серпня, 1936) в уряді Ґеорґе Тетереску; міністр закордонних справ (29 серпня 1936 — 14 листопада 1937) в уряді Ґеорґе Тетереску.

## Біографія
Віктор Антонеску народився 3 вересня 1871, в селі Антонесті, жудець Телеорман, і помер 22 серпня 1947 в Бухаресті. Родина Віктора Антонеску походить від сім'ї Вітанесті і не має жодних родинних зв'язків з родиною маршала Антонеску.

## Каплиця Vităneşti
Каплиця Віктора Антонеску є невеликою архітектурною перлиною. Прикрашена центральним куполом, являє собою мініатюрну церкву, що розташована у дворі маєтку, де 12 липня 1909 народився філософ Константин Нойца.
Каплиця побудована у дворі маєтку Vitanesti і є точною копією Stella Maris Chapel, що знаходиться в замку королеви Марії в місті Балчик, Болгарія. Каплицю Антонеску часто називають «Stella Maris з Vitanesti». Віктор Антонеску є одним з найвидатніших людей свого часу, і його дружина, Еліза, була дуже добре знайома королевою Марією. Про цю каплицю королева одного разу сказала: «Це скромне відображення чистих візантійських церков у віддаленому селі на Кіпрі».
Інтер'єр повністю покритий візантійською фрескою, зробленою художником Димитрієм Баску в 1942, тоді як саркофаг був вирізаний з каменю скульптором Борисом Караґі. Каплиця, де знаходиться могила Віктора Антонеску, включена до списку історичних пам'яток.
Антонеску залишив каплицю у спадок Румунській академії 11 липня 1943, а вже у вересні 1944 каплиця і садиби були розграбовані солдатами Червоної Армії. Зруйнована каплиця була повністю відновлена в 1994 художником Draghici, разом з командою художників-реставраторів.